# Polyipnus polli
Polyipnus polli és una espècie de peix pertanyent a la família dels esternoptíquids.

## Descripció
- Fa 5 cm de llargària màxima.[5][6]

## Hàbitat
És un peix marí i batidemersal que viu entre 250 i 600 m de fondària.

## Distribució geogràfica
Es troba a l'Atlàntic oriental: des del Marroc fins a Namíbia.

## Observacions
És inofensiu per als humans.